# Brasília Vôlei Esporte Clube 2023-2024
Questa voce raccoglie le informazioni riguardanti il Brasília Vôlei Esporte Clube nella stagione 2023-2024.

## Stagione
Il Brasília Vôlei Esporte Clube non utilizza alcuna denominazione sponsorizzata nella stagione 2023-24.
Partecipa alla Superliga Série A classificandosi al decimo posto.
È inoltre di scena come ospite al Campionato Mineiro, classificandosi al terzo posto.

## Organigramma societario
Area direttiva
- Presidente: Jeciane Thiessen

Area tecnica
- Allenatore: Angelo Vercesi
- Secondo allenatore: Rafael Castro
- Assistente allenatore: Felipe Ferreira
- Preparatore atletico: Rodrigo Gianoni

Area sanitaria
- Fisioterapista: Bruno Vicente

## Rosa
| N° | Nome               | Ruolo | Data di nascita  | Nazionalità sportiva |
| -- | ------------------ | ----- | ---------------- | -------------------- |
| 2  | Lia Mariano        | C     | 14 maggio 2000   | Brasile              |
| 4  | Marina de Oliveira | C     | 8 agosto 2001    | Brasile              |
| 5  | Laiza Ferreira     | O     | 18 febbraio 1996 | Brasile              |
| 6  | Vitória Parise     | S     | 21 maggio 2002   | Brasile              |
| 7  | Amanda Marques     | O     | 23 marzo 1999    | Brasile              |
| 8  | Juliana Carrijo    | P     | 25 febbraio 1992 | Brasile              |
| 9  | Lanna Machado      | C     | 4 gennaio 2000   | Brasile              |
| 10 | Ana Clara Medina   | S     | 8 giugno 2000    | Brasile              |
| 11 | Milena de Souza    | C     | 14 febbraio 2002 | Brasile              |
| 12 | Vitória Figueiredo | L     | 19 maggio 1995   | Brasile              |
| 13 | Sophia Dantas      | L     | 24 marzo 2004    | Brasile              |
| 14 | Mikaella Costa     | P     | 14 giugno 1997   | Brasile              |
| 15 | Kelly de Souza     | C     | 21 ottobre 2001  | Brasile              |
| 18 | Sabrina Groth      | S     | 7 giugno 2000    | Brasile              |
| 20 | Nayara Félix       | S     | 13 maggio 1999   | Brasile              |

## Mercato
| Acquisti                               | Acquisti           | Acquisti           | Acquisti   |
| R.                                     | Nome               | da                 | Modalità   |
| -------------------------------------- | ------------------ | ------------------ | ---------- |
| P                                      | Mikaella Costa     | São Caetano        | definitivo |
| L                                      | Sophia Dantas      | -                  | definitivo |
| C                                      | Kelly de Souza     | Pinheiros          | definitivo |
| C                                      | Milena de Souza    | Country Club       | definitivo |
| S                                      | Nayara Félix       | São Caetano        | definitivo |
| O                                      | Laiza Ferreira     | Amavolei           | definitivo |
| S                                      | Sabrina Groth      | Bauru              | definitivo |
| S                                      | Vitória Parise     | Pinheiros          | definitivo |
| Trasferimenti nel corso della stagione |                    |                    |            |
| C                                      | Marina de Oliveira | Napoli Caçadorense | definitivo |

| Cessioni | Cessioni            | Cessioni        | Cessioni   |
| R.       | Nome                | a               | Modalità   |
| -------- | ------------------- | --------------- | ---------- |
| C        | Camila Barbosa      | Fluminense      | definitivo |
| S        | Samaret Caraballo   | Lugano          | definitivo |
| S        | Sonaly Cidrão       | Pinheiros       | definitivo |
| S        | Bruna de Carvalho   | Castêlo da Maia | definitivo |
| L        | Andressa Krachefski | -               | ritirata   |
| P        | Vivian Lima         | Amavolei        | definitivo |
| C        | Katryne Rodrigues   | Pinheiros       | definitivo |
| O        | Arianne Tolentino   | Blumenau        | definitivo |

## Risultati

### Superliga Série A

#### Girone di andata
| 1ª giornata - 9 novembre 2023 Ginásio Sesi Taguatinga, Brasilia           | Brasília       | 0 - 3 | Osasco      | 25-17, 25-16, 25-12               |
| 2ª giornata - 14 novembre 2023 Arena Juscelino Kubitschek, Belo Horizonte | Minas          | 3 - 0 | Brasília    | 25-23, 25-23, 25-23               |
| 3ª giornata - 20 novembre 2023 Ginásio Oranides do Nascimento, Uberlândia | Praia Clube    | 3 - 0 | Brasília    | 25-16, 25-14, 25-23               |
| 4ª giornata - 28 novembre 2023 Ginásio Sebastião Cruz, Blumenau           | Blumenau       | 3 - 2 | Brasília    | 31-29, 19-25, 25-19, 18-25, 15-9  |
| 5ª giornata - 1º dicembre 2023 Ginásio Sesi Taguatinga, Brasilia          | Brasília       | 3 - 1 | São Caetano | 21-25, 25-12, 25-10, 25-11        |
| 6ª giornata - 9 dicembre 2023 Ginásio Francisco Bueno Neto, Maringá       | Amavolei       | 3 - 1 | Brasília    | 25-19, 25-27, 25-22, 25-19        |
| 7ª giornata - 14 dicembre 2023 Sportville CT, Barueri                     | Barueri        | 3 - 2 | Brasília    | 26-24, 21-25, 27-29, 25-20, 15-11 |
| 8ª giornata - 21 dicembre 2023 Ginásio Sesi Taguatinga, Brasilia          | Brasília       | 2 - 3 | Pinheiros   | 25-19, 18-25, 25-17, 23-25, 13-15 |
| 9ª giornata - 5 gennaio 2024 Ginásio Poliesportivo Paulo Skaf, Bauru      | Bauru          | 3 - 1 | Brasília    | 25-21, 20-25, 25-16, 25-17        |
| 10ª giornata - 9 gennaio 2024 Ginásio Sesi Taguatinga, Brasilia           | Brasília       | 1 - 3 | Fluminense  | 24-26, 28-26, 22-25, 15-25        |
| 11ª giornata - 13 gennaio 2024 Ginásio do Maracanãzinho, Rio de Janeiro   | Rio de Janeiro | 3 - 0 | Brasília    | 25-20, 25-17, 25-20               |

#### Girone di ritorno
| 12ª giornata - 19 gennaio 2024 Ginásio Professor José Liberatti, Osasco   | Osasco      | 3 - 0 | Brasília       | 25-22, 25-16, 25-22               |
| 13ª giornata - 25 gennaio 2024 Ginásio Sesi Taguatinga, Brasilia          | Brasília    | 3 - 2 | Minas          | 25-27, 25-20, 25-18, 22-25, 15-11 |
| 14ª giornata - 3 febbraio 2024 Ginásio Sesi Taguatinga, Brasilia          | Brasília    | 2 - 3 | Praia Clube    | 25-21, 25-21, 18-25, 23-25, 12-15 |
| 15ª giornata - 6 febbraio 2024 Ginásio Sesi Taguatinga, Brasilia          | Brasília    | 1 - 3 | Blumenau       | 25-18, 23-25, 24-26, 26-28        |
| 16ª giornata - 16 febbraio 2024 Ginásio Milton Feijão, São Caetano do Sul | São Caetano | 0 - 3 | Brasília       | 16-25, 19-25, 16-25               |
| 17ª giornata - 21 febbraio 2024 Ginásio Sesi Taguatinga, Brasilia         | Brasília    | 3 - 0 | Amavolei       | 25-22, 25-19, 27-25               |
| 18ª giornata - 26 febbraio 2024 Ginásio Sesi Taguatinga, Brasilia         | Brasília    | 3 - 1 | Barueri        | 25-22, 22-25, 25-10, 25-17        |
| 19ª giornata - 7 marzo 2024 Ginásio Henrique Villaboim, San Paolo         | Pinheiros   | 3 - 2 | Brasília       | 28-26, 23-25, 19-25, 25-23, 15-8  |
| 20ª giornata - 11 marzo 2024 Ginásio Sesi Taguatinga, Brasilia            | Brasília    | 3 - 0 | Bauru          | 27-25, 25-19, 25-21               |
| 21ª giornata - 18 marzo 2024 Ginásio da Hebraica, Rio de Janeiro          | Fluminense  | 3 - 2 | Brasília       | 25-18, 19-25, 14-25, 25-21, 15-10 |
| 22ª giornata - 22 marzo 2024 Ginásio Sesi Taguatinga, Brasilia            | Brasília    | 1 - 3 | Rio de Janeiro | 12-25, 13-25, 25-21, 21-25        |

## Statistiche

### Statistiche di squadra
| Competizione      | Punti | In casa | In casa | In casa | In trasferta | In trasferta | In trasferta | Totale | Totale | Totale |
| Competizione      | Punti | G       | V       | P       | G            | V            | P            | G      | V      | P      |
| ----------------- | ----- | ------- | ------- | ------- | ------------ | ------------ | ------------ | ------ | ------ | ------ |
| Superliga Série A | 23    | 11      | 5       | 6       | 11           | 1            | 10           | 22     | 6      | 16     |
| Totale            | -     | 11      | 5       | 6       | 11           | 1            | 10           | 22     | 6      | 16     |

### Statistiche dei giocatori
| Giocatore      | Superliga Série A | Superliga Série A | Superliga Série A | Superliga Série A | Superliga Série A | Totale | Totale | Totale | Totale | Totale |
| Giocatore      | P                 | PT                | AV                | MV                | BV                | P      | PT     | AV     | MV     | BV     |
| -------------- | ----------------- | ----------------- | ----------------- | ----------------- | ----------------- | ------ | ------ | ------ | ------ | ------ |
| J. Carrijo     | 22                | 52                | 18                | 14                | 20                | 22     | 52     | 18     | 14     | 20     |
| M. Costa       | 17                | 2                 | 2                 | 0                 | 0                 | 17     | 2      | 2      | 0      | 0      |
| S. Dantas      | 20                | 7                 | 0                 | 0                 | 7                 | 20     | 7      | 0      | 0      | 7      |
| M. de Oliveira | 9                 | 15                | 11                | 4                 | 0                 | 9      | 15     | 11     | 4      | 0      |
| M. de Souza    | 16                | 50                | 31                | 15                | 4                 | 16     | 50     | 31     | 15     | 4      |
| K. de Souza    | 12                | 85                | 57                | 25                | 3                 | 12     | 85     | 57     | 25     | 3      |
| N. Félix       | 21                | 233               | 202               | 23                | 8                 | 21     | 233    | 202    | 23     | 8      |
| L. Ferreira    | 11                | 36                | 30                | 5                 | 1                 | 11     | 36     | 30     | 5      | 1      |
| V. Figueiredo  | 22                | 0                 | 0                 | 0                 | 0                 | 22     | 0      | 0      | 0      | 0      |
| S. Groth       | 21                | 224               | 208               | 10                | 6                 | 21     | 224    | 208    | 10     | 6      |
| L. Machado     | 22                | 254               | 188               | 58                | 8                 | 22     | 254    | 188    | 58     | 8      |
| L. Mariano     | 0                 | 0                 | 0                 | 0                 | 0                 | 0      | 0      | 0      | 0      | 0      |
| A. Marques     | 21                | 343               | 284               | 45                | 14                | 21     | 343    | 284    | 45     | 14     |
| A.C. Medina    | 20                | 91                | 73                | 6                 | 12                | 20     | 91     | 73     | 6      | 12     |
| V. Parise      | 11                | 4                 | 4                 | 0                 | 0                 | 11     | 4      | 4      | 0      | 0      |

P = presenze; PT = punti totali; AV = attacchi vincenti; MV = muri vincenti; BV = battute vincenti